# Càlcul lògic
El càlcul lògic o derivació lògica és un algorisme que permet còmoda i fàcilment inferir o deduir un enunciat veritable a partir d'un altre o altres que es tenen com a vàlidament veritables. La inferència o deducció és una operació lògica que consisteix a obtenir un enunciat com-conclusió-a partir d'una altra (s)-premissa (s) - mitjançant l'aplicació de regles d'inferència. Es diu que algú infereix-o dedueix-"T" de "R" si accepta que si "R" té valor de veritat V, llavors, necessàriament, "T" té valor de veritat V.
Les persones en la nostra tasca diària, utilitzem constantment el raonament deductiu, partim d'enunciats empírics-suposadament veritables i vàlids - per concloure en un altre enunciat que es deriva d'aquells.
La lògica, com a ciència formal, s'ocupa d'analitzar i sistematitzar les regles que permeten la transformació d'uns enunciats-premisses-en d'altres-conclusions-a fi de convertir les operacions deductives en un càlcul rigorós i eficaç.
En aplicar les regles d'aquest càlcul lògic als enunciats que formen un argument, mitjançant la simbolització adequada de fórmules o Expressions ben formades (EBF) construïm un model o sistema deductiu que, referit al llenguatge ordinari, anomenem de càlcul de deducció natural.

## Sistematització d'un càlcul
La representació gràfica dels símbols no està normalitzada, la qual cosa porta a vegades a certes dificultats d'interpretació.

### Regles de formació de fórmules
I. - Una lletra enunciativa (amb subíndex o sense) és una EBF (Expressió Bé Formada - de l'anglès WFF o sigui "well-formed formula" que significa "fórmula ben formada").

II .- Si A és una fórmula, ¬ A també ho és.

III .- Si A és una EBF i B també, A/\B; A \/B; A → B; A ↔ B també ho són.

IV .- Cap expressió és una fórmula del Càlcul sinó en virtut de I, II, III.

Nota: A, B, ... amb majúscules estan utilitzades com metallenguatge en el qual cada variable expressa qualsevol proposició, atòmica o molecular.
Nota: Per a la definició com a funció lògica de ¬,/\, \/, →, i ↔, vegeu Taula de valors de veritat

### Regles de transformació de fórmules
RT1Donada una tesi EBF del càlcul, en la qual apareixen variables d'enunciats, el resultat de substituir una, algunes o totes aquestes variables per expressions ben formades (EBF) del càlcul, serà també una tesi EBF del càlcul. I això amb una única restricció, tot i que molt important: cada variable ha de ser substituïda sempre que apareix i sempre pel mateix substitut.
Vegem l'exemple:
| 1 | {\displaystyle \left[\left(p\land q\right)\lor r\right]\rightarrow t\lor s} | Regla de Transformació                                                                  |
| 2 | {\displaystyle A\lor r\rightarrow B}                                        | on {\displaystyle A=\left(p\land q\right)}, i on {\displaystyle B=\left(t\lor s\right)} |
| 3 | {\displaystyle C\rightarrow B}                                              | on {\displaystyle C=A\lor r}                                                            |

O viceversa:
| 1 | {\displaystyle C\rightarrow B}                                              | Regla de Transformació                                            |
| 2 | {\displaystyle A\lor r\rightarrow B}                                        | on {\displaystyle A\lor r=C}                                      |
| 3 | {\displaystyle \left[\left(p\land q\right)\lor r\right]\rightarrow t\lor s} | on {\displaystyle (p\land q)=A}, i on {\displaystyle (t\lor s)=B} |

Aquesta regla rep el nom de regla de substitució 
```
RT2: Si X és una tesi EBF del sistema i ho és també X -→ I, llavors I és una tesi EBF del sistema.
```

Aquesta regla rep el nom de regla de separació 
Sobre la base d'aquestes dues regles, sempre podrem reduir un argument qualsevol a la forma:
[A/\B/\C. ...../\N] ----→ I
el que constitueix un esquema d'inferència en què de la veritat de les premisses A, B, N i el seu producte, podem obtenir la conclusió I.

## Concepte de model
Quan en un Càlcul C, s'estableix una "correspondència" de cada símbol amb elements determinats individuals distingibles entre si, d'un Univers L, real, (tal univers L no és un conjunt buit, per les mateixes condicions que hem establert) LLAVORS es diu que L és un model de C.

## El llenguatge natural com a model d'un càlcul lògic
El càlcul lògic és útil perquè pot tenir aplicacions. Però què és o com es fan aquestes aplicacions? Per al càlcul d'enunciats podem considerar que el llenguatge natural és un model de C si es pot sotmetre, és a dir, aplicar una correspondència en C. Aquest procés és el que s'anomena formalització del llenguatge. El llenguatge científic necessita "formalitzar el llenguatge" per tal d'evitar ambigüitats en les expressions i en els continguts semàntics de les paraules.
Quan és possible s'arriba a una formalització completament sotmesa a regles prèviament establertes, com es pretén en aquest cas, i els elements que constitueixen les Expressions ben formades (EBF) s del llenguatge natural es poden substituir per variables sense significat, sense contingut semàntic algun perquè realitzarien la mateixa funció que qualsevol paraula de la llengua que compleixi la funció sintàctica de l'expressió. Llavors podem procedir com en un càlcul.
No sempre és possible, però és, seria, el llenguatge ideal de la ciència, perquè evitaria la necessitat de "interpretació". No hi hauria més que substituir variables per variables lingüístiques i constants per les seves expressions lingüístiques formalitzades.
És el que es pretén en aquest apartat: sotmetre les expressions del llenguatge natural a unes variables simbòliques mitjançant unes regles de simbolització:

## Regles de simbolització
Regla ICada un dels enunciats simples del llenguatge natural se substituirà per variables proposicionals simbolitzades per lletres minúscules, p, q, r, s, t...
Regla IILes expressions del llenguatge natural com ara «no», "no és cert", "no és el cas que" "és fals", "és impossible" i totes aquelles que siguin equivalents, se substituiran pel símbol ¬ : Plou, p; No plou: ¬ p
Regla IIILes expressions del llenguatge natural com ara "i", "ni" "però", "que", "més", i totes les que siguin equivalents, se substitueixen pel símbol/\ : Plou: p; Fa fred: q; Plou i fa fred: p/q;
Regla IVLes expressions del llenguatge natural com ara "o", "o. .. o", "bé ... bé", "ja ... ja", i els seus equivalents, se substitueixen pel símbol \/ : Plou: p; Fa fred: q; O plou o fa fred: p \/q
Regla VLes expressions naturals com ara "si .... llavors", "després ...."," per tant "," per tant "," sempre que ...", "s'infereix", "es dedueix" i els seus equivalents se substituiran pel símbol → Plou: p; Fa fred: q; Si plou llavors fa fred: p → q
Regla VILes expressions del llenguatge natural com ara "... si i només si ..."," .. equival a.. "," .. És.igual a. .. " m "val per ...","... és el mateix que ...", i els seus equivalents se substituiran pel símbol ↔ Plou: p; Fa fred: q; Si i només si plou llavors fa fred: p ↔ q
Ús de parèntesis
1. No s'utilitza parèntesi en aquells casos en què els connectors afecten enunciats simples o atòmics.
2. S'utilitza parèntesi quan el connector afecti a tota una conjunció, disjunció, condicional o Si i només si.
3. S'utilitza el parèntesi en les expressions conjuntives i disjuntives precedides o seguides d'un condicionador o bicondicionador.
4. S'utilitza el parèntesi en les expressions que ens interessi precisar la dominància del connector, o bé perquè els connectors tinguin la mateixa dominància-com en el cas del conjuntor i del disjuntor que són idempotentes-o bé perquè el sentit de l'expressió exigeix l'alteració de la dominància de les connectives fortes-les condicions i el bicondicionador que són les connectives fortes.

## Cadena deductiva
És una seqüència finita d'enunciats dels quals un, la conclusió, se segueix necessàriament dels anteriors. Cada enunciat que forma part d'una determinada cadena deductiva constitueix una línia de derivació.
- Les diferents línies de derivació es col·locaran una sota d'una altra numerades correlativament a partir de l'u.
- Les línies corresponents a les premisses inicials aniran proveïdes d'un guió que precedirà al número que tinguin assignat.
- Si la línia correspon a una fórmula inferida, s'indicarà a la seva dreta la regla aplicada i les premisses o les línies a les quals s'ha aplicat la regla.
| Nombre línia | EBF       | Reglament   | Línies          |
| &            | EBF       | Reglament S | línia, 2        |
| $            | EBF       | Reglament R | línia 1         |
| N-2          | EBF       | Regla X     | línies 1, $     |
| N-1          | EBF       | Reglament T | línies 2, (n-2) |
| N            | EBF       | Reglament U | línies &, (n-1) |
| Tancament    | conclusió |             |                 |

### De quina manera es pot obtenir la conclusió?
a) La conclusió es pot obtenir "directament" aplicant regles d'inferència sobre les premisses inicials.
b) Quan en el desenvolupament de la derivació és necessari utilitzar premisses addicionals (supòsits no prevists en les premisses donades), diem que la derivació és "subordinada", és a dir, l'obtenció de la conclusió se subordina a la utilització d'aquests supòsits.
c) En cas que la conclusió no pugui obtenir pels mètodes ja ressenyats, recorrerem a la derivació "indirecta" o de "reducció a l'absurd".
Observacions tècniques
- Les línies de derivació que introdueixen provisionalment supòsits no prevists en les premisses inicials, hauran de portar un senyal en esquadra mirant cap avall. El significat del senyal és: "suposem de moment ..."
| Línia n   | ┌ X | Vol dir que X és un supòsit provisional no previst en les premisses. |
| Línia n+1 | │   | Línia no utilitzable fora del supòsit.                               |
| Línies    | │   | Línia no utilitzable fora del supòsit.                               |
| Línia n+a | └ I | Significa el tancament del suposat i la seva cancel·lació            |

- Els supòsits provisionals hauran de ser cancel·lats abans d'establir la conclusió. Un suposat provisional queda cancel·lat quan, en una línia posterior d'aquesta derivació, s'obté una fórmula tal que permet la deducció immediata d'una altra fórmula que és independent del referit supòsit. La cancel·lació d'un supòsit s'expressa tancant l'escaire.
- La reducció a l'absurd consisteix a suposar com a premissa provisional la negació de la fórmula que es pretén demostrar i obtenir, mitjançant aquest supòsit, una contradicció. La conseqüència lògica serà la negació del supòsit, és a dir, l'afirmació de la conclusió desitjada.
- Tot supòsit provisional o les fórmules d'ell derivades incloses dins de les esquadres no podran utilitzar després de la cancel·lació del supòsit com a elements de noves inferències.

## Regles del càlcul de deducció natural. Càlcul proposicional
En aquest càlcul la proposició lògica és considerada com un tot en la seva condició de poder ser V, veritable, o F, falsa. Es distingeixen les regles primitives i les derivades. Les derivades són producte de les primitives, però faciliten i redueixen els passos de la deducció. Així mateix, les de reemplaçament signifiquen que una expressió pot ser substituïda directament pel seu equivalent, de vegades com a definició.

### Regles primitives
Les regles primitives són les següents:
```
Introducció del negador, demostració indirecta o absurd IN 
```

| ┌ línia (n)   | A         | Supòsit provisional              |           |
| │             | -         | Línies derivades provisionals    |           |
| │             | -         | no utilitzables fora del supòsit |           |
| └ línia (n+a) | B/\¬ B    | Regla IC, línia s, r             |           |
|               | _________ | Línia de tancament               |           |
| Línia (n+a)+1 | ¬ A       | Reglament IN línies (n - n+a+1)  | Conclusió |

```
Eliminació del negador o Ex contradictione quòdlibet ECQ 
```

| Línia n   | A       |                    | Fórmula de la cadena   |           |
| Línia n+a | ¬ A     |                    | Fórmula de la cadena   |           |
|           | _______ | Línia de tancament |                        |           |
|           | C       |                    | Regla A, línies n, n+a | Conclusió |

Resulta curiosa aquesta regla, però és la que justifica arguments tals com: "Si això que dius és veritat, jo sóc el Papa de Roma", que, són vàlids encara que inútils, ja que es dona per suposada la falsedat de les premisses.
Per això "ex contradictione quod libet", és a dir, d'una contradicció podem concloure el que vulguem.
```
Introducció del conjuntor o producte: I.C.
```

| Línia n   | A       |           | Fórmula de la cadena    |           |
| Línia n+a | B       |           | Fórmula de la cadena    |           |
|           | _______ | Tancament |                         |           |
|           | A/\B    |           | Regla IC, línies n, n+a | Conclusió |

```
Eliminació del conjuntor o simplificació: EC 
```

| Línia n | A/\B      |           |                        |           |
|         | _________ | Tancament |                        |           |
|         | A         |           | Reglament EC línia núm | Conclusió |

```
Introducció del disjuntor o addició: I.D.
```

| Línia n | A         |           | Fórmula de la cadena |  |           |
|         | _________ | Tancament |                      |  |           |
|         | A \/B     |           | Regla ID, línia n    |  | Conclusió |

```
Eliminació del disjuntor o casos: E.D.
```

| Línia n         | A \/B     |                                         |
| ┌ línia (n+1)   | A         | Supòsit provisional                     |
| │               | -         | Línies derivades provisionals           |
| │               | -         | no utilitzables fora del supòsit        |
| └ línia (n+b)   | C         | Regla X, línia s, r                     |
|                 |           |                                         |
| ┌ línia (n+x)   | B         | Supòsit provisional                     |
| │               | -         | Línies derivades provisionals           |
| │               | -         | no utillizables fora del supòsit        |
| └ línia (n+x)+a | C         | Regla T, línia t, r                     |
|                 | _________ | Tancament                               |
|                 | C         | Casos, línies [(n+1- n+b), (n+x-n+x+a)] |

```
Introducció del implicat o teoria de la deducció II 
```

| ┌ línia (n)   | A         | Supòsit provisional                   |
| │             | -         | Línies derivades provisionals         |
| │             | -         | no utilitzables fora del supòsit      |
| └ línia (n+a) | B         | Regla X, línia s, r                   |
|               | _________ | Tancament                             |
| Línia (n+b)+1 | A → B     | Regla II línies (n+1- n+b), conclusió |

```
Eliminació del implicats o Modus ponens E.I.
```

| Línia n   | A → B     |           | Fórmula de la cadena    |           |
| Línia n+a | A         |           | Fórmula de la cadena    |           |
|           | _________ | Tancament |                         |           |
|           | B         |           | Regla EI, línies n, n+a | Conclusió |

### Regles derivades
Algunes de les regles derivades més utilitzades:
```
Sil·logisme hipotètic o trànsit del condicional SH 
```

| Línia n   | A → B     |                    | Fórmula de la cadena    |           |
| Línia n+a | B → C     |                    | Fórmula de la cadena    |           |
|           | _________ | Línia de tancament |                         |           |
|           | A → C     |                    | Regla SH, línies n, n+a | Conclusió |

```
Sil·logisme disjuntiu o inferència de l'alternativa SD 
```

| Línia n   | A \/B     |                    | Fórmula de la cadena    |           |
| Línia n+a | ¬ A       |                    | Fórmula de la cadena    |           |
|           | _________ | Línia de tancament |                         |           |
|           | B         |                    | Regla SH, línies n, n+a | Conclusió |

```
Modus tollens M.T.
```

| Línia n   | A → B     |                    | Fórmula de la cadena    |           |
| Línia n+a | ¬ B       |                    | Fórmula de la cadena    |           |
|           | _________ | Línia de tancament |                         |           |
|           | ¬ A       |                    | Regla MT, línies n, n+a | Conclusió |

### Regles de Substitució
En les que les línies de tancament són dobles indicant que les dues fórmules són equivalents, és a dir, poden substituir directament una per una altra, ja que la seva connexió és un bicondicional
```
Lleis de 
De Morgan
```

| Línia n | ¬ (A/\B)     |                          | Fórmula de la cadena            |           |
|         | ============ | Doble línia de tancament |                                 |           |
|         | (¬ A \/¬ B)  |                          | Regla de De Morgan 1., Línia n. | Conclusió |

| Línia n | ¬ (A \/B)    |                          | Fórmula de la cadena            |           |
|         | ============ | Doble línia de tancament |                                 |           |
|         | (¬ A/\¬ B)   |                          | Regla de De Morgan 2., Línia n. | Conclusió |

```
Commutació de la conjunció 
```

| Línia n | A/\B         |                          | Fórmula de la cadena               |           |
|         | ============ | Doble línia de tancament |                                    |           |
|         | B/\A         |                          | Commutació conjunció CC., Línia n. | Conclusió |

```
Commutació de la disjunció 
```

| Línia n | A \/B        |                          | Fórmula de la cadena               |           |
|         | ============ | Doble línia de tancament |                                    |           |
|         | B \/A        |                          | Commutació disjunció CD., Línia n. | Conclusió |

```
Associativa de la conjunció AC.
```

| Línia n | [A/\ (B/\C)] |                          | Fórmula de la cadena                |           |
|         | ============ | Doble línia de tancament |                                     |           |
|         | [(A/\B)/\C]  |                          | Associativa conjunció AC., Línia n. | Conclusió |

```
Associativa de la disjunció AD.
```

| Línia n | [A \/(B \/C)] |                          | Fórmula de la cadena                |           |
|         | ============  | Doble línia de tancament |                                     |           |
|         | [(A \/B) \/C] |                          | Associativa disjunció AE., Línia n. | Conclusió |

```
Distributiva de la conjunció 
```

| Línia n | [A/\ (B \/C)]     |                          | Fórmula de la cadena                       |           |
|         | ============      | Doble línia de tancament |                                            |           |
|         | [(A/\B) \/(A/\C)] |                          | Distributiva de la conjunció DC., Línia n. | Conclusió |

```
Distributiva de la disjunció 
```

| Línia n | [A \/(B/\C)]        |                          | Fórmula de la cadena                         |           |
|         | ============        | Doble línia de tancament |                                              |           |
|         | [(A \/B)/\ (A \/C)] |                          | Distributiva de la disjunció DD., Línies núm | Conclusió |

```
Doble negació 
```

| Línia n | ¬ ¬ A        |                          | Fórmula de la cadena        |           |
|         | ============ | Doble línia de tancament |                             |           |
|         | A            |                          | Doble negació DN., Línia n. | Conclusió |

```
Transposició 
```

| Línia n | (A → B)      |                          | Fórmula de la cadena    |           |
|         | ============ | Doble línia de tancament |                         |           |
|         | (¬ B → ¬ A)  |                          | Transposició., Línia n. | Conclusió |

```
Definició del implicat 
```

| Línia n | A → B        |                          | Fórmula de la cadena      |           |
|         | ============ | Doble línia de tancament |                           |           |
|         | ¬ A \/B      |                          | Implicació, Imp, línia n. | Conclusió |

```
Equivalència 1 
```

| Línia n | A ↔ B              |                          | Fórmula de la cadena      |           |
|         | ============       | Doble línia de tancament |                           |           |
|         | [(A → B)/\ (B → A) |                          | Equivalència 1., Línia n. | Conclusió |

```
Equivalència 2 
```

| Línia n | A ↔ B                |                          | Fórmula de la cadena      |           |
|         | ============         | Doble línia de tancament |                           |           |
|         | [(A/\B) \/(¬ A/\¬ B) |                          | Equivalència 2., Línia n. | Conclusió |

```
Exportació 
```

| Línia n | [(A/\B) → C]  |                          | Fórmula de la cadena      |           |
|         | ============  | Doble línia de tancament |                           |           |
|         | [A → (B → C)] |                          | Exportació. Exp, línia n, | Conclusió |

'
```
Identitat 
```

| Línia n | A            |                          | Fórmula de la cadena |           |
|         | ============ | Doble línia de tancament |                      |           |
|         | A            |                          | Identitat, línia n,  | Conclusió |

```
Tautologia 
```

| Línia n | A            |                          | Fórmula de la cadena      |           |
|         | ============ | Doble línia de tancament |                           |           |
|         | (A \/A)      |                          | Exportació. Exp, línia n. | Conclusió |

### Càlcul com lògica de classes
La lògica de classes considera la proposició considerant la pertinença o no pertinença d'un element o individu a una determinada classe. És la interpretació d'una proposició o enunciat lingüístic sota la formalització de la teoria de conjunts.
Per classe s'entén un conjunt d'individus que tenen una propietat comuna. Noteu que la propietat defineix la classe, no a l'individu, el que el diferencia essencialment de la lògica de predicats. En aquest cas, per tant, el valor de veritat ve donat per la pertinença o no pertinença a una classe. Per això, la taula de valors de veritat s'explicita com taules de pertinença.
Així, no és el mateix dir: "Hs = Sòcrates és un home" (on atribuïm una qualitat que afecta el ser mateix de Sòcrates), de dir: "S {\displaystyle \in } H = Sòcrates part de la classe dels homes. "
La classe té sentit encara que no hi hagi individus. Així, la classe home, com a concepte d'home, existeix encara que no existeixin els homes. De la mateixa manera que existeix el concepte de "cavalls amb ales", encara que no hi hagi pegàs s.
Actualment la lògica anomenada tradicional, silogística, s'interpreta com lògica de classes.

#### Elements i la seva simbolització

Classe universal

- Univers : és la classe de totes les classes, de tots els elements de l'univers que estiguem considerant. És la flama classe universal. U
- Classe buida : classe que no té cap element: Ø
- Individus : {\displaystyle x_{2}x_{3}....x_{n}}
- Classe : conjunt d'individus que tenen una propietat en comú. Pot significar de diverses maneres:

A = ({\displaystyle x_{2}x_{3}....x_{n}}) - Per enumeració
A = (Tots els nascuts a Astúries) - Per definició d'una propietat
A = {\displaystyle \bigwedge x} (x/nascut a Astúries) - D'una funció proposicional quantificada
- Pertinença: {\displaystyle \in } No pertinença: {\displaystyle \notin }
- Generalitzat : {\displaystyle \bigwedge x} Tot x.
- Particularitzat : {\displaystyle \bigvee x} Algun x
- Connectives : {\displaystyle \land ,\vee ,\rightarrow ,\leftrightarrow } - Definides de la mateixa manera que en la lògica d'enunciats relatives a la pertinença o no pertinença d'un individu a una classe.
- La negació es defineix com una operació entre les classes, la classe complementària.

#### Operacions entre les classes i la seva simbolització
a) Classe complementària : classe complementària d'una classe A és la classe formada per tots els elements que no pertanyen a aquesta classe A.
{\displaystyle A=\bigwedge x(x\in A)}
{\displaystyle {\bar {A}}=\bigwedge x(x\notin A)} Observem que equival a la negació.
| {\displaystyle A}       | {\displaystyle {\bar {A}}} |
| ----------------------- | -------------------------- |
| {\displaystyle \in }    | {\displaystyle \notin }    |
| {\displaystyle \notin } | {\displaystyle \in }       |

b) Classe unió o unió de classes : la classe unió de dues classes A i B és la classe formada pels elements que pertanyen a una oa una altra classe.
A = {\displaystyle \bigwedge x(x\in A)}
B = {\displaystyle \bigwedge x(x\in B)}
{\displaystyle A\cup B} = {\displaystyle \bigwedge x(x\in A\lor x\in B)}
Observem que equival a la disjunció.
| {\displaystyle A}       | {\displaystyle B}       | {\displaystyle A\cup B} |
| ----------------------- | ----------------------- | ----------------------- |
| {\displaystyle \in }    | {\displaystyle \in }    | {\displaystyle \in }    |
| {\displaystyle \in }    | {\displaystyle \notin } | {\displaystyle \in }    |
| {\displaystyle \notin } | {\displaystyle \in }    | {\displaystyle \in }    |
| {\displaystyle \notin } | {\displaystyle \notin } | {\displaystyle \notin } |

b) Intersecció de classes o classe intersecció : classe intersecció de dues classes A i B és la classe formada pels elements que pertanyen a una ia una altra classe.
A = {\displaystyle \bigwedge x(x\in A)}
B = {\displaystyle \bigwedge x(x\in B)}
{\displaystyle A\cap B} = {\displaystyle \bigwedge x(x\in A\land x\in B)}
| {\displaystyle A}       | {\displaystyle B}       | {\displaystyle A\cap B} |
| ----------------------- | ----------------------- | ----------------------- |
| {\displaystyle \in }    | {\displaystyle \in }    | {\displaystyle \in }    |
| {\displaystyle \in }    | {\displaystyle \notin } | {\displaystyle \notin } |
| {\displaystyle \notin } | {\displaystyle \in }    | {\displaystyle \notin } |
| {\displaystyle \notin } | {\displaystyle \notin } | {\displaystyle \notin } |

Observem que equival a la conjunció.
c) Diferència : classe diferència és la classe formada pels elements de A que no pertanyen a B.
A = {\displaystyle \bigwedge x(x\in A)}
B = {\displaystyle \bigwedge x(x\in B)}
{\displaystyle A-B=A\cap {\overline {B}}} = {\displaystyle \bigwedge x(x\in A\land x\in {\overline {B}})}
| {\displaystyle A}       | {\displaystyle B}       | {\displaystyle A-B}     |
| ----------------------- | ----------------------- | ----------------------- |
| {\displaystyle \in }    | {\displaystyle \in }    | {\displaystyle \notin } |
| {\displaystyle \in }    | {\displaystyle \notin } | {\displaystyle \in }    |
| {\displaystyle \notin } | {\displaystyle \in }    | {\displaystyle \notin } |
| {\displaystyle \notin } | {\displaystyle \notin } | {\displaystyle \notin } |

#### Relacions entre les classes

Equivalència de classes:

Inclusió de clases:

Disjunció de classes:

a) identitat o equivalència : pot passar que tots els membres d'una classe ho siguin també d'una altra, i viceversa. Per exemple:
{\displaystyle A=\bigwedge x(x\in A)};
{\displaystyle B=\bigwedge x(x\in B)}
```

  

    

      

        
A

        
=

        
B

      

    

    
{\displaystyle A=B}

  

; 

  

    

      

        
d

        
e

        
f

        
.

        
⋀

        
x

        
(

        
x

        
∈

        
A

        
↔

        
x

        
∈

        
B

        
)

      

    

    
{\displaystyle def.\bigwedge x(x\in A\leftrightarrow x\in B)}

  

```

A = Tots els nens que tenen un any d'edat.
B = Tots els nens nascuts fa un any.
Posem atenció en què l'equivalència es refereix a l'extensió dels individus que pertanyen a la classe, però formalment la propietat que la defineix pot ser diversa. Per això té sentit dir A = B com classes diferents, però equivalents.
b) Inclusió : quan tots els membres d'una classe pertanyen a una altra
{\displaystyle A=\bigwedge x(x\in A)};
{\displaystyle B=\bigwedge x(x\in B)}
{\displaystyle A\subset B}; {\displaystyle def.\bigwedge x(x\in A\rightarrow x\in B)}
c) Disjunció : quan cap element de B pertany a A, ni cap element d'A part de B.
{\displaystyle A=\bigwedge x(x\in A)};
{\displaystyle B=\bigwedge x(x\in B)}
```

  

    

      

        
A

        

          
|

        

        
B

      

    

    
{\displaystyle A|B}

  

; 

  

    

      

        
d

        
e

        
f

        
.

        
⋀

        
x

        
(

        
x

        
∈

        
A

        
→

        
x

        
∉

        
B

        
)

        
∧

        
(

        
x

        
∈

        
B

        
→
∉

        
A

        
)

      

    

    
{\displaystyle def.\bigwedge x(x\in A\rightarrow x\notin B)\land (x\in B\rightarrow \notin A)}

  

; 

  

    

      

        
A

        

          
|

        

        
B

        
=

        
A

        
⊂

        

          

            

              
B

              
¯

            

          

        

      

    

    
{\displaystyle A|B=A\subset {\bar {B}}}

  

```

#### Proposicions tipus
La clàssica classificació aristotèlica:

 Tipus A : tot S són P. "Tots els homes són mortals", s'interpreta com:
{\displaystyle \bigwedge x(x\in S\to x\in P)\leftrightarrow \quad S\subset P}
Tipus E : cap S és P. "Cap home és mortal", s'interpreta com:
{\displaystyle \bigwedge x(x\in S\to x\notin P)} {\displaystyle \leftrightarrow } {\displaystyle S\subset {\bar {P}}}
Tipus I : algun S és P. "Algun home és mortal", s'interpreta com
{\displaystyle \bigvee x(x\in S\land x\in P)} {\displaystyle \leftrightarrow } {\displaystyle S\cap P}
Tipus O : algun S és No-P. '"Algun home no és mortal", s'interpreta com
{\displaystyle \bigvee x(x\in S\land x\notin P)} {\displaystyle \leftrightarrow } {\displaystyle \lnot (S\subset P)}

#### Normes del càlcul de classes
Lleis associatives: {\displaystyle A\cup (B\cup C)=(A\cup B)\cup C}
< Math> A \cap (B \cap C) = (A \cap B) \cap C </math>
Lleis commutatives: {\displaystyle A\cup B=B\cup A}
< Math> A \cap B = B \cap A </math>
Lleis distributives: {\displaystyle A\cup (B\cap C)=(A\cup B)\cap (A\cup C)}
< Math> A \cap (B \cup C) = (A \cap B) \cup (A \cap C) </math>
Llei d'involució: {\displaystyle A={\bar {\bar {A}}}}
Lleis de De Morgan: {\displaystyle \lnot (A\cup B)\leftrightarrow {\bar {\bar {A}}}\cap {\bar {\bar {B}}}}
{\displaystyle \lnot (A\cap B)\leftrightarrow {\bar {\bar {A}}}\cup {\bar {\bar {B}}}}
Lleis d'absorció: {\displaystyle A\cup (A\cap B)=A}
{\displaystyle A\cap (A\cup B)=A}
Llei de contraposició: {\displaystyle A\subset B={\bar {B}}\subset {\bar {A}}}
Llei de la transitivitat: {\displaystyle {\big [}(A\subset B)\wedge (B\subset C){\big ]}\to (A\subset C)}
Juntament amb aquestes lleis específiques es mantenen les mateixes regles del càlcul d'enunciats, en les relacions d'unes proposicions amb altres.

## Regles del càlcul cuantificacional. Càlcul de predicats
Quan l'argument no es fonamenta en les relacions connectives entre les proposicions com un tot, sinó en l'anàlisi de les proposicions, es fa necessari l'ampliació del càlcul lògic com són, ara, les regles de quantificació, pel càlcul quantificacional.
La quantificació permet explicitar l'àmbit d'aplicació d'un predicat a un subjecte o conjunt de subjectes. Pel que el càlcul segons aquesta manera d'anàlisi de la proposició es coneix com a "càlcul de predicats".

### Regles de simbolització
L'expressió {\displaystyle Px} denota qualsevol proposició o funció proposicional.
Sent {\displaystyle P} un predicat que s'aplica a una variable individual {\displaystyle x} .
```

  

    

      

        
P

      

    

    
{\displaystyle P}

  

 = ser quadrat; 

  

    

      

        
x

      

    

    
{\displaystyle x}

  

 = qualsevol cosa; 

  

    

      

        
P

        
x

      

    

    
{\displaystyle Px}

  

 = qualsevol cosa quadrada
```

Una funció proposicional sense cap quantificació no pot tenir valor de veritat V o falsedat F i no és, per tant, una proposició.
L'expressió {\displaystyle Pa} denota la idea de {\displaystyle Px} a {\displaystyle a}. Sent a, b, c, d, i .... constants individuals.
```

  

    

      

        
P

      

    

    
{\displaystyle P}

  

 = ser quadrat; 

  

    

      

        
a

      

    

    
{\displaystyle a}

  

 = aquesta taula; 

  

    

      

        
P

        
a

      

    

    
{\displaystyle Pa}

  

 = Aquesta taula és quadrada
```

En aquest cas {\displaystyle Pa} és una proposició singular, en què {\displaystyle x} = {\displaystyle a}, i {\displaystyle Pa} pot tenir valor V o F.
Una proposició no pot tenir ocurrències lliures, variables sense quantificar, per poder tenir valor V o F.
La substitució d'una variable {\displaystyle x} en una funció proposicional {\displaystyle Px} s'ha de fer sota la condició que la variable < big> {\displaystyle w}, com a variable d'individus, ha d'estar lliure a {\displaystyle PW} en tots els llocs en què {\displaystyle x} passa lliure a {\displaystyle Px} . (Si {\displaystyle Px} no conté ocurrències lliures de {\displaystyle x}, llavors {\displaystyle Px} i {\displaystyle PW} són idèntiques; {\displaystyle x} i {\displaystyle w} són el mateix).
Una ocurrència lliure és la idea d'una variable {\displaystyle o}, {\displaystyle v}, {\displaystyle x}, {\displaystyle z}, etc. no sotmesa a l'abast d'un quantificador universal o existencial.
Per exemple:
Substituint la variable {\displaystyle x} = ser una roda, per la variable {\displaystyle i} = ser una roda de bicicleta, respecte al predicat {\displaystyle P} = ser rodó, quan l'univers, o context que es tracta és el de les bicicletes:
```

  

    

      

        
P

        
x

        
↔

        
P

        
y

      

    

    
{\displaystyle Px\leftrightarrow Py}

  

 i, per tant, 

  

    

      

        
x

      

    

    
{\displaystyle x}

  

 = 

  

    

      

        
i

      

    

    
{\displaystyle i}

  

```

### Quantificadors
```

  

    

      

        
⋀

      

    

    
{\displaystyle \bigwedge }

  

 Generalitzat Universal 
```

És el resultat del producte de a /\ b /\ c /\ d /\ i /\ f ... ... .... en totes les ocurrències possibles de x. Equival a "Tots els possibles x"
```

  

    

      

        
⋁

      

    

    
{\displaystyle \bigvee }

  

 particularitzat existencial 
```

És el resultat de l'addició a \/ b \/ c \/ d \/ i \/ f ..... en totes les ocurrències possibles de x. Equival "Hi ha alguns, o almenys un individu que verifica P x.
```
Instanciació 
```

Substituint en una funció proposicional les variables d'individus x, i, z, ... per constants a, b, c ..... com a individus: Pere, Joan, aquest llibre, etc.

Exemples:
P = Ser quadrat x = qualsevol cosa a = aquesta taula
{\displaystyle \bigwedge } x P x = Per tot x, per a qualsevol x, x és quadrat
{\displaystyle \bigvee } x P x = Per algun x, es dona P x. Hi ha almenys un x tal que x és quadrat
P x = Ser quadrat P a = Aquesta taula és quadrada

### Classes de proposicions
```
Singulars :
```

M a Sent M = ser mortal a = Antonio M a ↔ Antonio és mortal
```
Generals :
```

Sent:
P = Ser home M = Ser mortal x = variable individual, qualsevol individu
{\displaystyle \bigwedge } x (P x → M x) Per a tot x si P x llavors M x ↔ Tots els homes són mortals
{\displaystyle \bigvee } x (P x /\M x) Hi ha algun x per al qual P x /\M x ↔ Algun home és mortal
{\displaystyle \bigwedge } x (P x → ¬ M x) Per a tot x si P x llavors ¬ M x ↔ Cap home és mortal
{\displaystyle \bigvee } x (P x /\¬ M x) Hi ha algun x tal que P x /\¬ M x ↔ Algun home no és mortal
```
Proposicions múltiplement generals :
```

Enunciats compostos els components són proposicions generals amb més d'una variable d'individus i/o amb proposicions singulars.
Sigui el cas de la proposició:
{\displaystyle \bigwedge } x (P x → L x)] → L d Que podria equivaler a: Si tots els gossos borden, aleshores Desk (el meu gos) borda.
Si fos el cas {\displaystyle \bigwedge } x (P x → L x) → L i 
P x i L x, són ocurrències lligades, sotmeses a l'abast d'un quantificador.
L i en canvi és una ocurrència lliure, i per això pot substituir per una altra variable o per una constant, com L d.

### Regles del càlcul quantificacional
A més de totes les regles referides a les proposicions com un tot, es tenen les següents:
```
Instanciació Universal. I.U.
```

| Línia n  | /\ x P x  |                       |
|          | ¯¯¯¯¯¯¯¯¯ | línia de tancament    |
| Línia na | P i       | UI línia n. Conclusió |

```
Generalització existencial. E.G.
```

| Línia n  | P i          |                    |                       |
|          | ¯¯¯¯¯¯¯¯¯¯¯¯ | línia de tancament |                       |
| Línia na | \/ x P x     |                    | EG línia n. Conclusió |

```
Instanciació existencial. I.E.
```

| Línia n       | \/ x P x |                                  |           |
| ┌ línia (n 1) | P i      | Supòsit provisional              |           |
| │             |          | Línies derivades provisionals    |           |
| │             |          | no utilitzables fora del supòsit |           |
| └ línia (na)  | p        | Regla & &, línia s, r            |           |
|               | ______   | Línia de tancament               |           |
| Línia (na) 1  | p        | Reglament EI línies (n - na 1)   | Conclusió |

```
Amb la condició que i sigui una variable que no passa lliure ni a p ni en cap ratlla que precedeixi a P i.
```

```
Generalització universal. G.U.
```

| Línia n  | P i          |                    |                       |
|          | ¯¯¯¯¯¯¯¯¯¯¯¯ | línia de tancament |                       |
| Línia na | /\ x P x     |                    | GU línia n. Conclusió |

```
Amb la condició que i sigui una variable que no passa lliure ni en/\xPx ni en cap hipòtesi dins de l'abast es troba P i 
```

```
Negació d'un quantificador N.C.
```

| /\ x P x     | style = "width: 80px" | ¬ x P x    | style = "width: 80px" | x ¬ P x    | style = "width: 80px" | ¬ x ¬ P x |                          |
| ======       |                       | ======     |                       | ======     |                       | ======    | Doble línia de tancament |
| ¬ \/ x ¬ P x |                       | \/ x ¬ P x |                       | ¬ \/ x P x |                       | \/ x P x  |                          |

```
Principi d'identitat Id 
```

Identitat: P x 
| i = x | style = "width: 80px" | align = "center"\|¬ P x | style = "width: 80px" | align = "center"\| i = x | style = "width: 80px" | align = "center"\|p |                    |
| ¯¯¯¯¯ |                       | ¯¯¯¯¯                   |                       | ¯¯¯¯¯                    |                       | ¯¯¯¯¯               | Línia de tancament |
| ├ P i |                       | ├ ¬ (i = x)             |                       | ├ x = i                  |                       | ├ x = x             |                    |

## Càlcul de relacions
En algunes ocasions la validesa d'un argument resideix en les relacions que una o diverses proposicions s'estableixen entre diversos individus.
Així la relació "ser més gran que" fonamenta un argument clarament vàlid:
Antonio és més gran que Pepe, i Pepe és més gran que Joan. Després Antonio és més gran que Joan.
```
Simbolització 
```

Sigui la relació
R = ser més gran que;
a = Antonio;
p = Pepe
```
Rap Simbolitza la proposició Antonio és més gran que Pepe.
```

Nota importantÉs fonamental la consideració de l'ordre de les constants o variables de la relació. No és el mateix Rab que RBA com es comprèn fàcilment. Encara que pugui haver relacions en les que l'ordre no varia la relació lògica, per exemple "ser igual a".
Sigui ara l'argument anteriorment considerat, on
R = ser més gran que, a = Antoni; p = Pepe; j = Joan
L'esquema d'inferència conseqüent seria:
(Rap/\Rpj) → Raj
Que ens dona la forma d'un esquema d'inferència basat en relacions.
```
Classes de proposicions 
```

En funció del nombre dels individus entre els quals es dona la relació:
Diàdiques, triàdiques, tetrádicas ...
Diàdica Raj Antonio és amic de Juan
Triàdica: Rsmv Segòvia està entre Madrid i Valladolid
Tetrádica: Ramjc Antonio va canviar la moto a Juan per un cotxe
```
Funcions proposicionals 
```

Si substituïm les constants individuals per variables d'individus tindríem:
Rxy Rxyz Rwxyz
```
Proposicions generals i quantificadors 
```

Salta a la vista la dificultat que tanca el maneig de tantes variables i els seus quantificadors, per això simplifiquem la consideració a relacions binàries.
Per exemplificació de les proposicions considerem la relació A = estimar
/\X/\i Axy Tot estima tot
/\I/\x Axy Tot és estimat per tot
\/X \/i Axy Una cosa estima a alguna cosa
\/I \/x Axy Una cosa és atret per alguna cosa
/\X/\i Axy Res estima cap cosa
/\I/\x Axy Res no és estimat per cap cosa
Tenint en compte les possibles connectives entre variables i quantificadors la simbolització requereix una anàlisi lògica complexa del llenguatge, tenint en compte que no sempre cal explicitar relacions quan aquestes no intervenen en la forma lògica de l'argument.
La simbolització, a causa de l'ambigüitat del llenguatge, i de vegades al contingut de les mateixes relacions, no sempre és clara ni convincent a l'hora de determinar el sentit lògic de l'expressió lingüística simbolitzada en proposicions lògiques. Per això a tall d'exemple simbolitzem:
Considerem l'expressió: Algun golfista aficionat guanya a tots els professionals.
Considerarem el cas de "algun que és aficionat" = \/x Ax;/\i = Tots els que són professionals, i G = guanyar a.
Analitzem l'expressió:
\/X{(x és un aficionat)/\ (x pot guanyar a tots els professionals)}
i després com:
\/X{(x és un aficionat)/\/\i (Si i és professional -→ (x guanya ai)}
el que usant les nostres simbolitzacions:
\/X{x/\/\i (Ai -→ Gxy)}
És evident que la pràctica fa innecessaris els passos intermedis.
```
Regles de càlcul 
```

No és necessari introduir noves regles per a tractar els arguments que inclouen relacions. La llista de regles del càlcul proposicional i cuantificacional possibiliten tractar tots els arguments relacionals, tot i que la reducció de les proposicions a unitats proposicionals a les que es puguin aplicar les regles és realment complicat.